# Galați
Galați  (in ungherese Galac, in tedesco Galatz) è una città della Romania di 249 432 abitanti, capoluogo dell'omonimo distretto, nella regione storica della Moldavia, vicino alla frontiera con la Repubblica di Moldavia e l'Ucraina. In base al censimento del 2011, la città è l'ottava della Romania per numero di abitanti.

## Etimologia del nome
Il nome "Galați" deriva dalla parola di origine cumana galat, essendo prestata dalla parola araba قَلْعَةٌ qalʿat che significa fortezza. La radice di galat la troviamo in vari toponimi, alcuni dei quali mostrano chiaramente un'origine cumana, come per esempio il lago Gălățui, dove il significato del suffisso -ui tipico della lingua cumana è "l'acqua". 
Un altro possibile etimo del toponimo è lo stesso della Galizia, con la sua città di Halych, localmente associata alla taccola (Kawka, Halka). Prima dell'invasione mongola della Russia, Galați era conosciuta come Malyi Halych ('Piccola Galizia'), come parte del Regno Galizia–Volinia. 
Altri posti con toponimi simili sono la Galizia spagnola e la Galazia in Turchia. Gaul potrebbe essere una derivazione da Galitia (Galizia), suggerendo così l'origine celtica. Un modello simile si verifica con i suoni celtici della parola Ligures (Liguria), faccendo riferimento a Caladaa* (una città del territorio ligure o genovese). Galați ha diversi esonimi: greco: Γαλάτσι (Galátsi); tedesco: Galatz; ungherese: Galac; polacco: Gałacz; turco: Kalas; bulgaro: Галац (Galac); ucraino: Галац (Halac) e russo: Галац (Galac).

## Geografia fisica
Tra i centri economici più importanti della regione, la città ha sempre svolto un ruolo fondamentale nei commerci essendosi sviluppata sulla riva sinistra del Danubio (e nei pressi della confluenza del fiume Siret), la più importante arteria fluviale d'Europa. È dotata inoltre di un grande porto commerciale fluviale (accessibile anche da navi oceaniche). Sede inoltre del più grande complesso siderurgico della Romania, di proprietà della ArcelorMittal.

## Punti d'interesse

La cattedrale ortodossa

Tra i principali monumenti della città si trovano:
- la cattedrale ortodossa dedicata a S. Andrei, costruita nei primi anni del XX secolo
- la chiesa fortificata Precista, dedicata a S. Maria, costruita nel 1647 sulle rive del Danubio, da cui una leggenda narra partisse un tunnel sotto il fiume che consentiva di passare sull'altra sponda
- la torre della televisione, aperta al pubblico, che consente una visione panoramica della città e del fiume
- il Teatro dell'Opera, recentemente restaurato
- un parco che si estende per diversi chilometri lungo la riva del Danubio, in cui sono esposte numerose sculture di epoche e stili diversi.
- il palazzo Danubio, sede della Commissione europea del Danubio (ECD), costruito nel 1856 per regolare il regime di navigazione sul sistema fluviale. Nel 2021 il palazzo ha ottenuto il Marchio del patrimonio europeo.[2]

## Infrastrutture e trasporti
Il trasporto urbano, gestito dalla società Transurb, è costituito da 2 linee tranviarie, 2 linee filobus e 19 linee di autobus. È attivo tutti i giorni dalle 5 alle 22. Presenti inoltre diversi collegamenti extraurbani stradali e ferroviari con le principali città della Romania: Iași, Costanza, Bucarest e molte altre città. È possibile attraversare il Danubio con servizio regolare di traghetto.

## Amministrazione

### Gemellaggi
Galați è gemellata con le seguenti città:
- Pessac, dal 1993
- Coventry, dal 1963
- Pireo, dal 1985
- Wuhan, dal 1987
- Limón, dal 1992
- Hammond, dal 1997
- Mykolaïv, dal 2002
- Ancona
- Scottsbluff, dal 2007
- Bombay, dal 2007
- Brindisi, dal 2007
- Sebastopoli, dal 2014
- Jalta, dal 2014

## Sport

### Calcio
La squadra principale della città è il Oțelul Galați.